# Danevirke

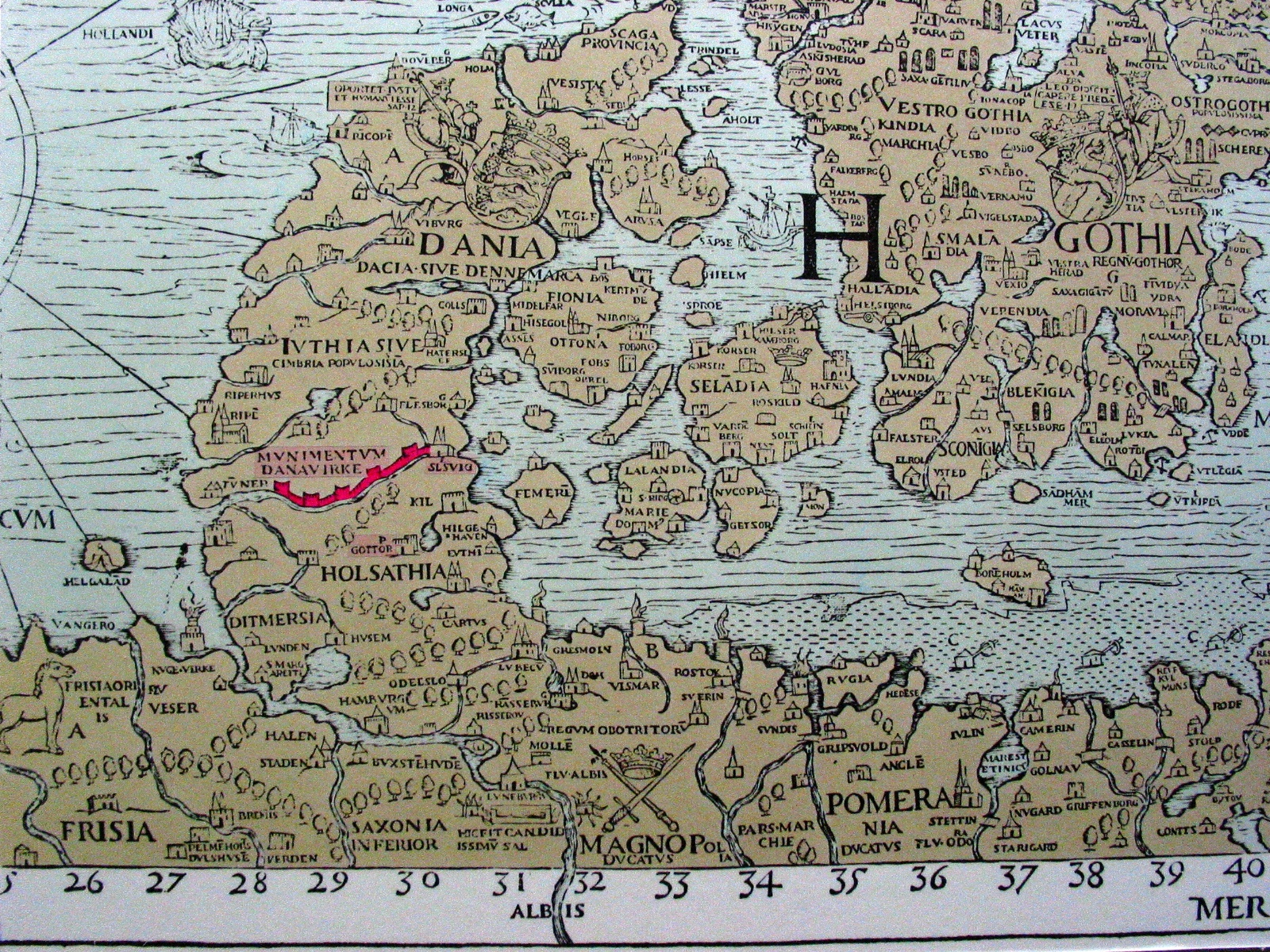
De Danevirke (in rood) op de 16e-eeuwse Carta Marina

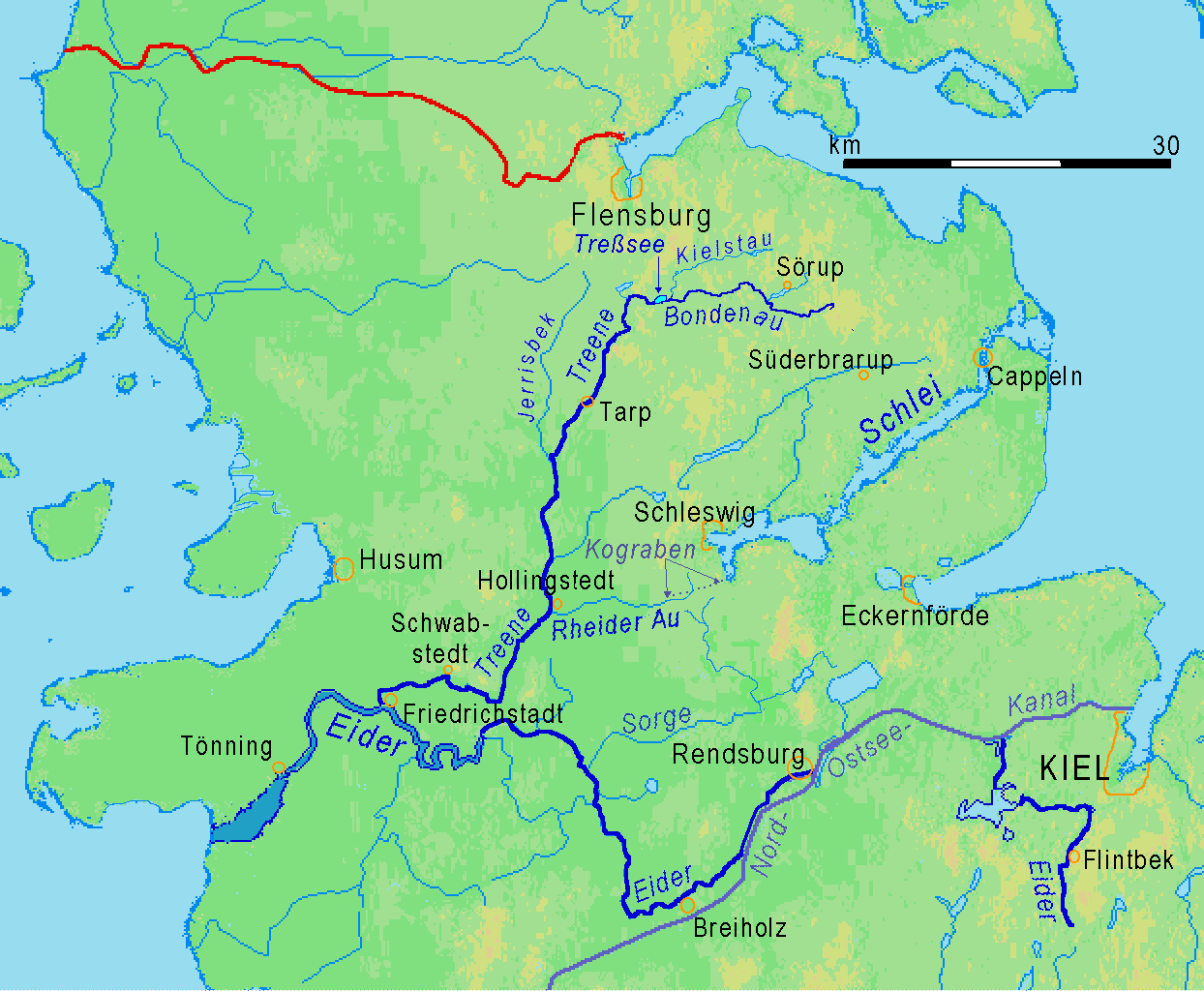
Kaart van de rivieren Eider, Treene, Rheider Au en Schlei

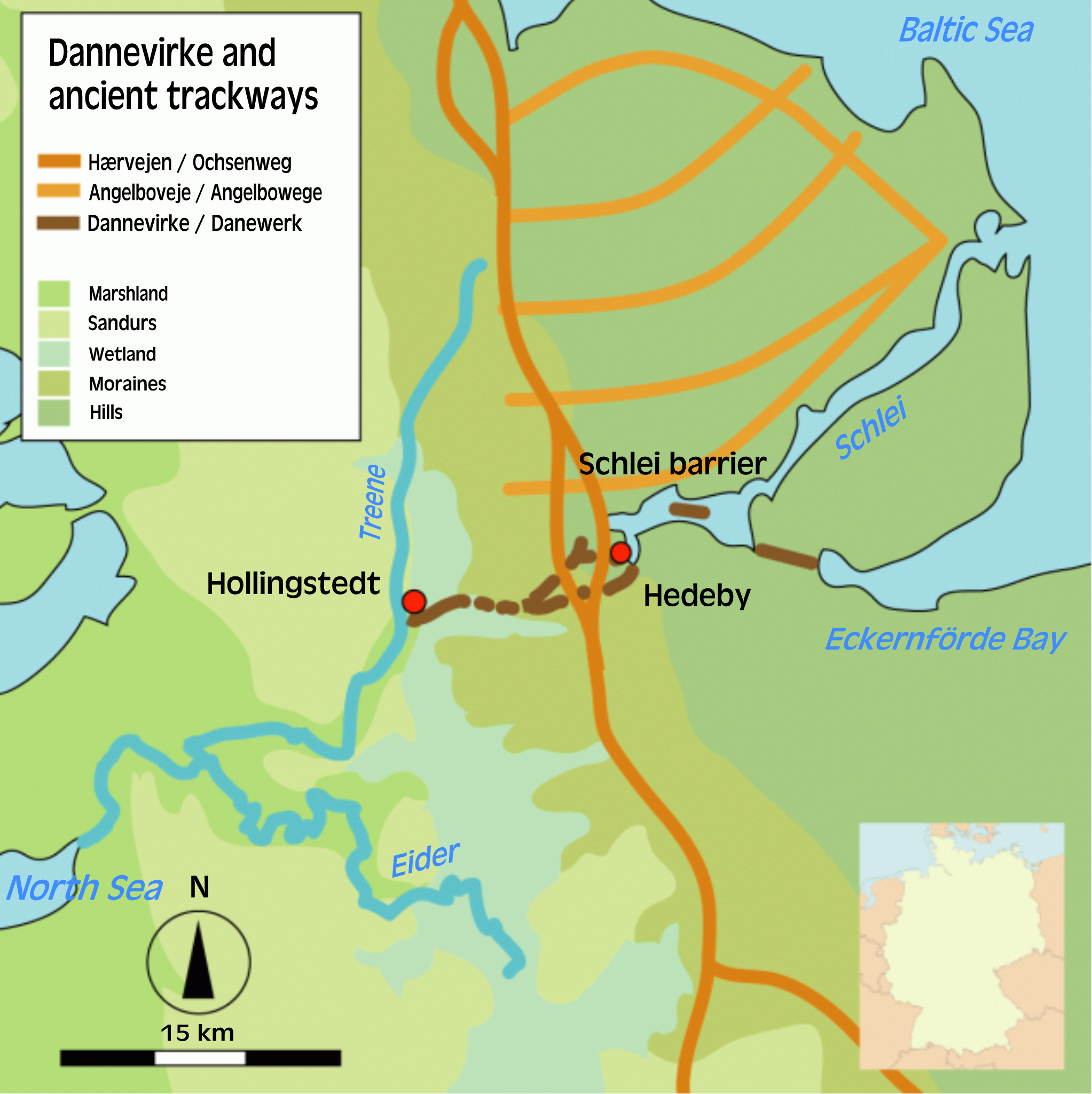
Kaart van de Danevirke en Hærvejen

De Danevirke (modern Deens: Dannevirke; Oudnoords Danavirki; in Duits Danewerk) is een systeem van Deense verdedigingswerken in Sleeswijk-Holstein. Deze belangrijke verdedigingslinie is gebouwd over de breedte van Jutland tijdens de Vikingtijd. Het werd voor het laatst gebruikt voor militaire doeleinden in 1864 tijdens de Tweede Duits-Deense Oorlog.
De Danevirke strekt zich uit van de moerassen in het westen van het schiereiland naar de stad Schleswig aan de Oostzee. In de buurt van Schleswig lag het Deense handelscentrum Hedeby aan de zeearm Schlei. Een andere tak van de Danevirke, tussen de Schlei en Eckernförde is aangelegd om het Schwansenschiereiland te verdedigen. Sinds 2018 is de Danevirke (samen met Hedeby) Unesco-werelderfgoed.

## Datering
Volgens geschreven bronnen begon het werk aan de Danevirke door de Deense koning Gudfred in 808. Hij was bang voor een invasie van de Karolingen, die in de eeuw ervoor Friesland en Saksen hadden veroverd. Om zijn rijk te beschermen begon Gudfred met de bouw van een enorme constructie, die Jutland van het noorden van het Frankische Rijk scheidde.
Koolstof-14-datering wijst echter uit dat de oorspronkelijke bouw begon aan het begin van de 6e eeuw en dendrochronologie wijst uit dat het einde van de bouw niet lang na 737 plaatsvond.

## Afmetingen
De Danevirke is ongeveer 30 kilometer lang, met een hoogte van tussen de 3,6 en 6 meter. Tijdens de middeleeuwen is de constructie versterkt met palissades en gemetselde muren. Het werd gebruikt door de Deense koningen als een verzamelpunt voor militaire excursies, waaronder de kruistochten tegen de Slaven in Oost-Europa.

## Symbolisme
Tijdens de 19e eeuw ontstonden politieke en militaire conflicten tussen Denemarken en Pruisen over het bezit van Zuid-Jutland en Sleeswijk. De Danevirke werd gebruikt als een symbool voor Deens nationalisme. Het was een symbool van de historische Deense aanspraak voor het gehele gebied, ook al was de taalgrens in de loop der tijd steeds verder noordwaarts geschoven. In de 19e eeuw werd daardoor zowel ten zuiden als ten noorden (tot Flensburg) Duits gesproken.

## De Danevirke in volkscultuur
Als een symbool van Deense onafhankelijkheid van Duitsland, werd Danevirke of Dannevirke in de 19e eeuw de titel van verscheidene Deense kranten. De bekendste krant werd uitgegeven door Nikolaj Frederik Severin Grundtvig van 1816 tot 1819.
De stad Dannevirke in Nieuw-Zeeland is gesticht door Deense, Noorse en Zweedse kolonisten in 1872, toen het verlies van de Danevirke aan Duitsland nog vers in het geheugen stond.